# Elena Miralla Zuleta
Elena o Helena Miralla Zuleta (Bogotà, 29 de maig de 1824 - ?) va ser una escriptora colombiana.
Va néixer a Bogotà el 29 de maig de 1824, filla del poeta argentí José Antonio Miralla i de la bogotana Elena Zuleta Domínguez. El seu pare va morir abans que complís un any. Miralla va quedar a càrrec de la seva mare.
Va ser una personal molt instruïda, que va conrear la poesia i l'assaig literari. També va escriure diversos articles als diaris La Ilustración, Diario de Cundimarca, El Rocío, El Iris, El Hogar i El Álbum. Quedaren inèdites les seves memòries i un llibre de viatges. El 1867 inicià una subscripció per aconseguir diners per poder publicar les memòries, però la iniciativa no va reeixir.
Va estar ben relacionada amb altres artistes, per exemple amb la família del futur poeta José Asunción Silva, l'educació del qual va estar a càrrec seu, i amb qui va tenir una molt bona relació; i també va ser amiga i confident de María de Jesús Frade.
En l'àmbit personal es va casar, el 10 de juliol de 1839, amb el metge Antonio Vargas Reyes, que va conèixer mentre aquest s'ocupava de la seva mare. Van tenir un fill, que va morir al cap de poc. Posteriorment, el matrimoni va tenir diversos problemes i Miralla va desenvolupar una important animadversió contra el seu marit. Finalment, van demanar la nul·litat del seu matrimoni, concedida el 1874, i Miralla va anar a un judici amb ell dues vegades, que va perdre. La situació va generar un gran escàndol a Bogotà.